# MC's Fight Night
MC's Fight Night (forkortet MCFN eller MCSFN) var en årligt tilbagevendende dansk DM-konkurrence i disciplinen improviseret rap (freestyle) arrangeret af Primo Entertainment. 
I 2016 blev arrangementet aflyst og fremtidige MC's Fight Nights ligeledes, da organisationen bag var i økonomiske vanskeligheder.

## Arrangementets afvikling
Arrangementet består af 15 verbale battles (dvs. kampe) via mikrofoner (heraf navnet MC, en forkortelse for Microphone Controller eller Master of ceromonies) mellem to rappere placeret i en boksering afviklet som 1/8-delsfinaler, kvartfinaler, semifinaler og den endelige finale og tager udgangspunkt i hip hop-kulturen med direkte reference til showet ved et boksestævne – dog uden fysisk at der må være kontakt mellem rapperne. Hver battle ved finaleshowet er tidsbegrænset (to omgange af 1 minuts varighed med et bestemt emne, hvor finalen har en ekstra tredje runde uden bundet emne), hvor tidstagningen startes, når den pågældende deltager begynder at rappe frem for når musikken begynder.
Emnerne til disse battles bliver udvalgt blandt en række sjove eller alvorlige forslag fra publikum, hvorpå rapperne løbende improviserer indenfor emnet med en ofte nedgørende monolog overfor sin modstander. Deltagerne har mulighed for selv at call'e (dvs. afgøre) en battle, hvis begge er enige om, at den ene var bedst i kampens tre runder.
Ved uenighed vil de enkelte battles derimod blive bedømt af tre udvalgte dommere med erfaring fra tidligere stævner, klædt til lejligheden i hvidt og butterfly og lokaliseret ved hvert deres bord rundt om bokseringen med en tidstager i den fjerde side og gallaklædt kampleder (konferencier) i ringen. Allerede ved arrangementets grundlæggelse bestemte arrangørerne bag sig for ikke at lade en dommer dømme to år i træk for at få en variation i bedømmelserne og sikre en korrekt afvikling.
Som afslutning på konkurrencen kåres en MC's Fight Night Champ, mens rapperen med den bedste monolog i løbet af aftenen modtager Den Gyldne Mikrofon (kaldet Årets Punchline Award) inden finale-battlen af tre andre dommere. I 2006 introducerede man et Champion bælte til vinderen, hvor navnene på de tidligere vindere er indgraveret, som erstatning for den daværende diamantbelagte guldring der blev indført i 2004. Præmiepengene til slutvinderen er som en naturlig konsekvens samtidigt steget (i 2002: 1000 Euro, i 2006: 25.000 kroner), mens der ikke er præmiepenge til de sekundære placeringer – efter princippet om at vinderen tager det hele.
Arrangementet afholdtes for første gang i 2000 og bestod af et enkelt finaleshow, som blev afviklet i Amager Bio med godt 800 tilskuere. Det første år bestod deltagerlisten udelukkende af særligt indbudte af arrangørerne fra Kultur Crew. Spillestedet på Amager husede også 2001-finalen, før man i 2002 flyttede til større lokaliteter hos Cirkusbygningen med plads til godt 2.000 mennesker. Ved 2002-finaleshowet forsøgte man sig med en opdelt finale, hvor man havde en engelsk- og en dansksproget afdeling. 
I 2003 var finalen for første gang kun på dansk, hvor man tidligere havde tilladt internationale battles med både skandinaviske (bl.a. Norge, Sverige og Island) og engelske indslag, der således blev betragtet som det åbne skandinaviske mesterskab. Selv om den internationale finale sidenhen er blevet nedlagt, kan alle nationaliteter i dag stadig stille op i en af de to indledende kvalifikationsstævner, men det eneste krav er dog at man rapper på dansk, hvilket har medført at konkurrencen i dag betragtes som danmarksmesterskabet i freestyle rap.
I 2005 flyttede man igen, grundet pladsmanglen til det stigende publikumsantal (3.000-4.000 tilskuere), denne gang til KB Hallen.
Grundet en stigende interesse og et stigende deltagerantal indførtes i 2002 seks indledende kvalifikationsrunder (landsdelsfinaler) i både København, Århus, Reykjavik, Oslo og Göteborg, før man senere begrænsede det til to kvalifikationsrunder (landsdelsfinaler) med henholdsvis en Østfinale i København (2002: Rust, 2005 og 2006: Store Vega, 2007: Amager Bio) og en Vestfinale i Århus (Train). I 2007 deltog samlet 160 freestyle-rappere i de indledende auditions bestående af to obligatoriske runder á et minut (1. runde med en selvvalgt tekst, 2. runde over et trukket emne), hvoraf de 16 samt en såkaldt joker (backup-rapper, der kan træde i tilfælde af et afbud) med flest opsamlede point (baseret på bl.a. stage-appeal) kvalificerede sig til finaleshowet. 
I 2016 aflyste arrangørerne finalen, der skulle have været afholdt i oktober, grundet manglende økonomiske samarbejdspartnere.

## Vindere af MC's Fight Night
| År   | 1. Plads                 | 2. Plads                 | Slået ud i semi-finale 1 | Slået ud i semi-finale 2 |
| ---- | ------------------------ | ------------------------ | ------------------------ | ------------------------ |
| 2000 | Per Vers                 | Seron                    | Dommer E                 | Vides ikke?              |
| 2001 | Per Vers                 | Name                     | Formula 1                | Jøden                    |
| 2002 | UFO                      | PTA                      | Strøm                    | Pede B                   |
| 2003 | Strøm                    | MikL                     | Jøden                    | Rocc                     |
| 2004 | Kejser A                 | MikL                     | Pede B                   | Kim Jensen               |
| 2005 | Pede B                   | Kim Jensen               | Jøden                    | Tempo Bang               |
| 2006 | Fantomet                 | Kejser A                 | MikL                     | Ham Den Lange            |
| 2007 | Pede B                   | Ham Den Lange            | Henrik Hass              | MikL                     |
| 2008 | MikL                     | Pede B                   | Ham Den Lange            | Fantomet                 |
| 2009 | Pede B                   | Ham Den Lange            | MikL                     | Johnni G                 |
| 2010 | Kejser A                 | Johnni G                 | Mund De Carlo            | McMark                   |
| 2011 | MC Ollie                 | Mund De Carlo            | Elbanovic                | Fresco                   |
| 2012 | Arrangement ikke afholdt | Arrangement ikke afholdt | Arrangement ikke afholdt | Arrangement ikke afholdt |
| 2013 | MC Ollie                 | Elbanovic                | Spasmager                | Callas                   |
| 2014 | Klaskefar                | MC Ollie                 | Callas                   | Elbanovic                |
| 2015 | Elbanovic                | Janus Forssling          | Pelle                    | Swiff                    |

| Antal sejre | Rapper    | År               |
| ----------- | --------- | ---------------- |
| 3           | Pede B    | 2005, 2007, 2009 |
| 2           | Per Vers  | 2000, 2001       |
| 2           | Kejser A  | 2004, 2010       |
| 2           | MC Ollie  | 2011, 2013       |
| 1           | UFO       | 2002             |
| 1           | Strøm     | 2003             |
| 1           | Fantomet  | 2006             |
| 1           | MikL      | 2008             |
| 1           | Klaskefar | 2014             |
| 1           | Elbanovic | 2015             |